# Dens Park
Dens Park (parfois appelé Dens Park Stadium) est un stade de football construit en 1899 et situé à Dundee.
D'une capacité de 11 506 places, il accueille les matches à domicile du Dundee FC, club du championnat écossais. Il se situe à peine à 300 mètres et dans la même rue que Tannadice Park, l'autre stade de Dundee, où jouent les grands rivaux de Dundee United.

## Histoire
Le club de Dundee FC s'établit à Dens Park en 1899 après avoir joué au Carolina Port. 
Son record d'affluence est de 43 024 spectateurs, le 7 février 1953, pour un match de Coupe d'Écosse entre Dundee FC et Rangers.
Il a connu une importante rénovation en 1998-1999, à la suite de la création de la Scottish Premier League remplaçant la Scottish League Premier Division, et l'instauration d'un nouveau cahier des charges pour les stades des clubs.
Dens Park a accueilli deux finales de la Coupe de la ligue écossaise et une finale de la Scottish Challenge Cup, le 25 novembre 2007. Il a accueilli aussi à trois occasions des matches de l'équipe d'Écosse.
Il a aussi accueilli, avec le McDiarmid Park de Perth, les matches du groupe 4 des qualifications du Championnat d'Europe de football des moins de 19 ans 2007. 
De 2011 à 2013, les grands rivaux de Dundee United ont joué à Dens Park, leur stade de Tannadice Park étant en rénovation.
L'Écosse et l'Irlande avaient postulé pour l'organisation de l'Euro 2008 finalement attribué à la Suisse et l'Autriche. Si la candidature écossaise avait été retenue, il était prévu de construire un grand stade à Dundee qui aurait remplacé à la fois Dens Park et Tannadice Park, imposant de fait aux rivaux du Dundee FC et de Dundee United de partager le même stade.

### Cynodrome pour lévriers

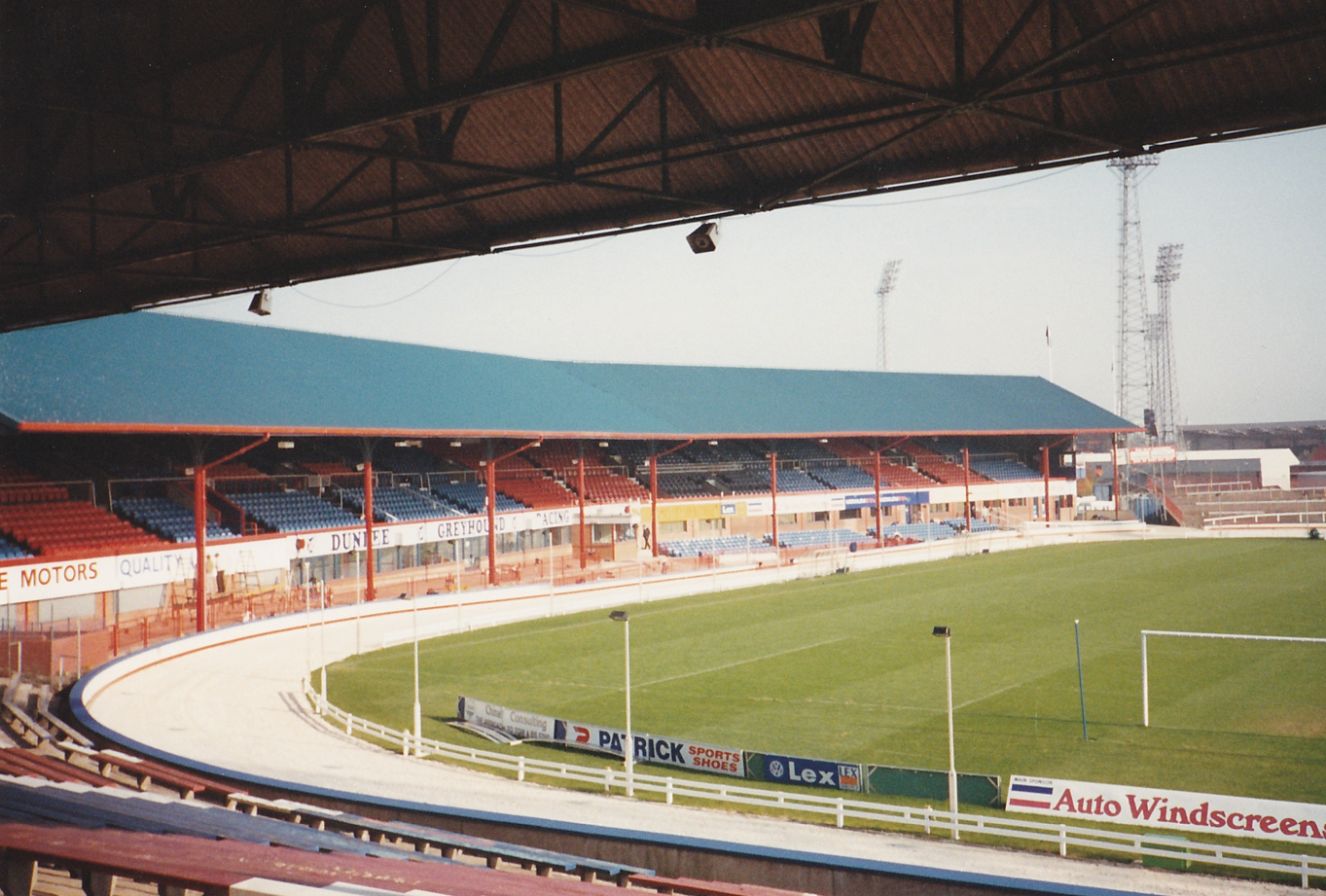
Piste de course de lévriers du stade vers 1995

En 1932, le Dundee FC conclu un bail avec la Dundee Greyhound Racing Company Ltd. pour une période de dix ans pour des courses de lévriers au stade. La première a lieu le 9 novembre 1932, l'herbe ayant remplacé la piste de course en cendre existante et la tribune principale a été équipée d'une façade en verre pour permettre aux clients de regarder les courses par tous temps.
John Jolliffe, un entraîneur privé, déménage en Écosse la même année et occupe le poste de directeur général et de course à Dens Park pendant trois ans avant de déménager dans le plus grand Holburn stadium à Aberdeen en 1935. Les distances parcourues étaient de 260, 450, 460 et 650 mètres. Les courses de lévriers prennent fin à la fin du mois de mai 1936.
La deuxième période de course se termine cinquante ans plus tard en 1992, lorsque le canadien Ron Dixon arrive à la tête du club de football. Il obtient le permis de construire pour une piste de lévriers, de nouveaux parkings et une nouvelle tribune, un centre de conférence et une patinoire sur place. La piste de lévriers de sable de 400 mètres de circonférence a été construite. Les courses commencent le 21 octobre 1994 sous la direction d'Eddie Ramsay et se terminent le 11 décembre 1996.